# Leopardi (cràter)
Leopardi és un cràter d'impacte en el planeta Mercuri de 71,45 km de diàmetre. Porta el nom de l'escriptor italià 	Giacomo Leopardi (1798-1837), i el seu nom va ser aprovat per la Unió Astronòmica Internacional el 1976.